# 東京灯標
東京灯標（とうきょうとうひょう）は、京浜港東京区（東京中央防波堤西灯台の南東方約4.5km）に存在した灯標である。

## 背景
東京灯標の前身は、1947年（昭和22年）には、東京都港湾局によって東京湾口の北緯35度34分42秒 東経139度48分43秒 / 北緯35.57833度 東経139.81194度に設置された東京燈船まで遡る。旧陸軍の動力船を改装した125総トン、長さ32mの非自航船で、水面上6mにアセトンガスを燃料とする160燭光または220燭光の灯標を有し、3交代制で2名の職員が常駐して燈船の維持と船舶の監視を行っていた。初代の燈船は、1950年8月に海上保安庁に移管されたが、1952年（昭和27年）3月22日に荒天で沈没した。直径300mmのフレネルレンズは「近代航路標識資料」に認定され、船の科学館の屋外に展示されている。
初代の東京燈船の沈没後、2代目の燈船が配備されたが、船舶の大型化により目視が困難になった。そのため、より大型の灯標に代替されることとなり、1968年（昭和43年）に設置されたのが東京灯標である。

## 設計
「男女のシンボル」をイメージしたデザイン灯台で、男性のシンボルが灯標、女性のシンボルが東京灯標信号所である。水面上29mに120万カンデラの灯標を有し、16海里（約30km）の目視能力がある。錨は無く、直径1mの鉄パイプを海底 50mに打込んでいる。水上の上構には居住施設もあり、当初は職員が常駐していたが1980年（昭和55年）8月に無人化された。以降は遠隔操作で稼働し、夕方になるとモーターが回転して点灯する。。施設灯の灯質は、モールス符号白光、毎8秒にU(・・－)である。

## 運用
1969年（昭和44年）1月1日の初点灯以来、40年以上にわたり東京湾を照らし続けた。しかし新海面処分場等の埋立ておよび東京国際空港（羽田空港）再拡張事業などのため東京西航路が沖側に延長されることとなり、信号所とともに2010年（平成22年）10月1日付けで廃止、関東地方整備局東京施設灯に名称が変更された。
灯標の廃止により、港口明示灯火は東京沖灯浮標に、管制信号は東京国際空港D滑走路南東端に設置された羽田船舶信号所に役割が引き継がれた。

## 歴史
- 1947年（昭和22年） - 東京都港湾局が東京燈船を設置
- 1950年（昭和25年）8月 - 海上保安庁に移管
- 1969年（昭和44年）1月1日 - 東京灯標が初点灯
- 1980年（昭和55年）8月 - 無人化
- 2010年（平成22年）10月1日 - 廃止、関東地方整備局東京施設灯に名称変更
- 2012年（平成24年）3月30日 - 撤去